# Edgar Sequeira Martins
Edgar Sequeira Martins (* 29. Oktober 1969) ist ein osttimoresischer Beamter.
Martins studierte an der Gadjah-Mada-Universität in Indonesien. Er arbeitete zunächst für die Übergangsverwaltung der Vereinten Nationen für Osttimor (UNTAET) und blieb in Staatsdienst nach der Unabhängigkeit Osttimors 2002. 2005/2007 war er stellvertretender Direktor und um 2020 Generaldirektor des Secretariado Técnico de Administração Eleitoral (STAE). Dazwischen arbeitete er 2014 als Generaldirektor für Verwaltung und Finanzen und etwa zwischen 2015 und 2018 als Generaldirektor für Kooperativen (portugiesisch Diretor-Geral dos Serviços Corporativos) im Ministerium für Staatsadministration Osttimors.
Am 13. Juli 2023 wurde Martins zum Generalsekretär des Nationalparlaments ernannt.

## Auszeichnung
Am 20. Mai 2008 erhielt Martins von Präsident José Ramos-Horta ein Anerkennungsdiplom mit Auszeichnung.